# Wohn- und Geschäftshaus Ludwig Kraus

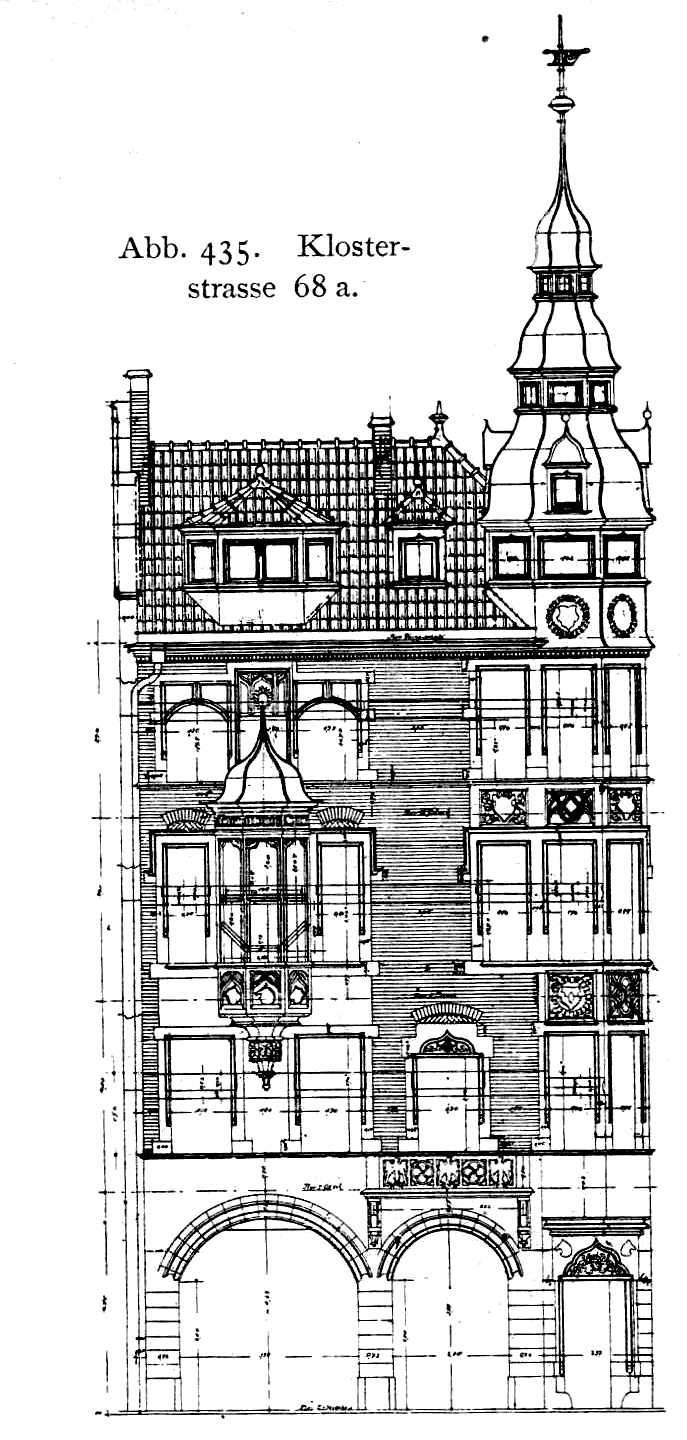
Ansicht Haus Kraus

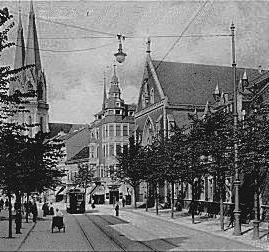
Oststraße, mit Kirche (links, hinten) und Haus Kraus mit markantem Eckturm (Mitte) und Franziskanerkloster (rechts)

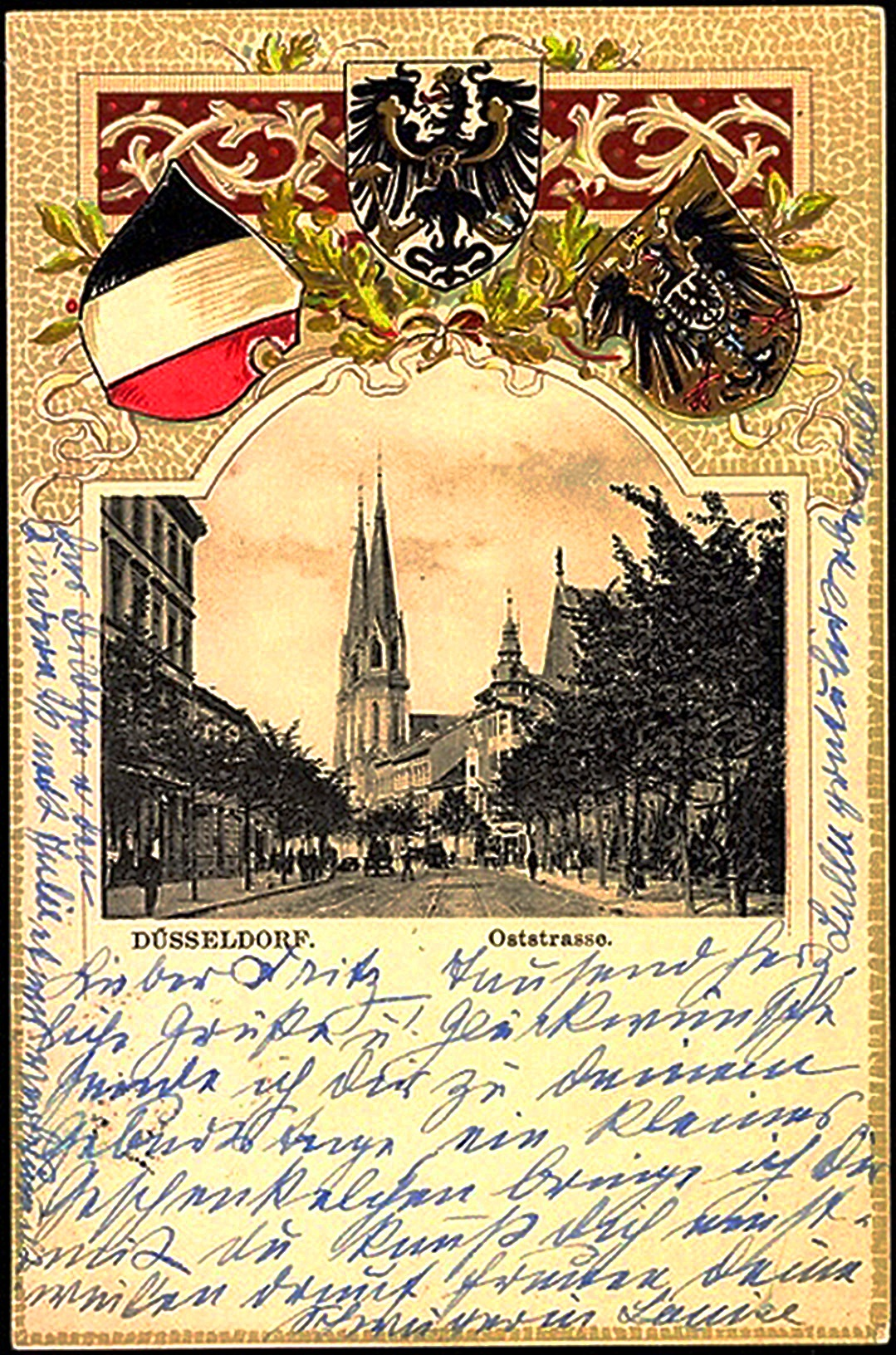
Postkarte, Vorderseite (1901)

Das Wohn- und Geschäftshaus Ludwig Kraus an der Klosterstraße 70 und 70a/Oststraße 60 in Düsseldorf-Stadtmitte wurde 1889 für einen Ludwig Kraus nach Plänen des Architekten Peter Paul Fuchs errichtet und zeichnete sich laut Düsseldorfer Architekten und Ingenieurverein durch seine „malerisch aufgebauten“ Fassaden mit „Formen der deutschen Frührenaissance“ und „gotischen Einzelformen“ aus. An der Stelle des beim großen Pfingstangriff vom 12. Juni 1943 zerstörten Hauses befindet sich ein Neubau.

## Lage und Umgebung
Die Oststraße war noch in der Mitte des 19. Jahrhunderts die östlichste Straße der Düsseldorfer Innenstadt. Ihr ursprünglicher Name lautete Petersstraße, mit zunehmender Bebauung erhielt sie jedoch den Namen Oststraße. Ab den 1930er Jahren wurde ein Teilstück Karl-Rudolf-Straße und das andere Teilstück Straße der SA genannt. Dieses Teilstück erhielt seinen alten Namen im Jahre 1945 zurück. Die Straße gilt heute „als eine der großen Nord-Süd-Verbindungsstraßen eine Adresse vornehmlich für Geschäfte, Büros und Verwaltungen.“
Die das Straßenbild beherrschende neogotische Kirche St. Mariae Empfängnis steht an der Hohenzollerstraße, etwas südlicher davon an der Kreuzung zur Immermannstraße befand sich bis 2017 die Klosterkirche St. Antonius des Franziskanerordens.

## Geschichte
Das Eckgebäude Klosterstraße 70 und 70a/Oststraße 60 wurde 1889 für Ludwig Kraus (als Eigentümer) erbaut, so war es 1889 noch nicht fertiggestellt und daher unbewohnt. Die Baukosten betrugen insgesamt 90.000 Mark, pro Kubikmeter umbauten Raums 22,5 Mark. Auch für die Jahre 1891, 1892, 1897, 1899 ist Ludwig Kraus als Eigentümer belegt.
Im Jahre 1895 befand sich unter der Adresse Oststraße 60 die Herberge Gasthaus zur Heimath (Evangel.).

## Architektur
Der Düsseldorfer Architekten und Ingenieurverein würdigte die Fassadengestaltung – „Für die malerisch aufgebauten Schauseiten sind die Formen der deutschen Frührenaissance zur Anwendung gekommen; die gotischen Einzelformen sollen den Einklang mit dem das Straßenbild beherrschenden nahen kirchlichen Bauwerke herbeiführen“ – sowie die Grundrisslösung des Hauses, das nach Entwürfen des Architekten Peter Paul Fuchs erbaut wurde und einen markanten Eckturm aufwies. Das Gebäude gehörte zu einer von dem Düsseldorfer Architekten und Ingenieurverein ausgewählten Gruppe von Geschäftsgebäuden, „die hinsichtlich Grundrissentwicklung oder Frontalausbildung ein besonderes Interesse in Anspruch nehmen, in gleicher Weise auch solche, die für die Entwicklung des Geschäftshauses in Düsseldorf von Bedeutung erscheinen.“

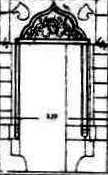
Portal Haus Kraus
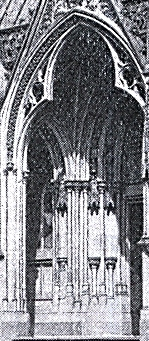
Portal Kirche Mariae Empfängnis
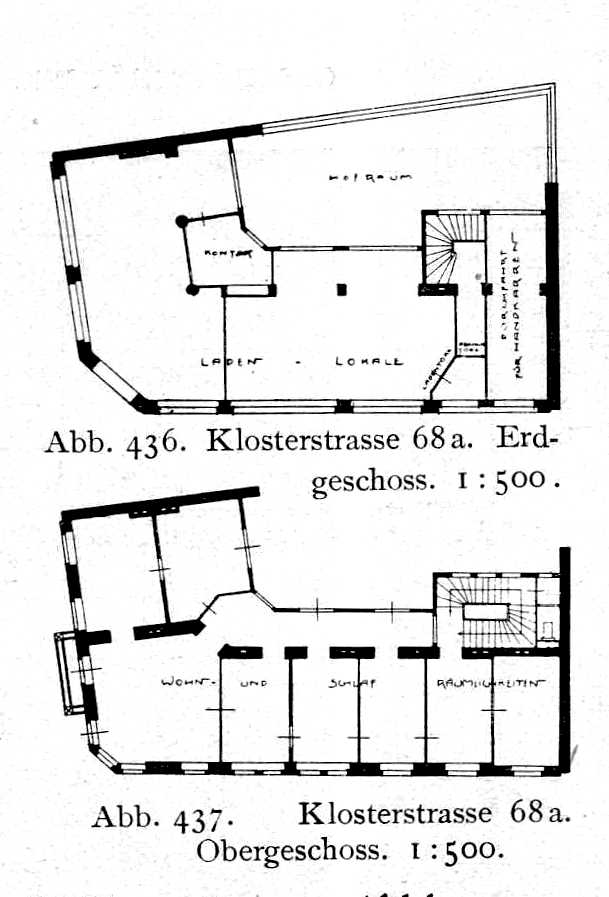
Grundriss Haus Kraus